# Apostoli kormányzó

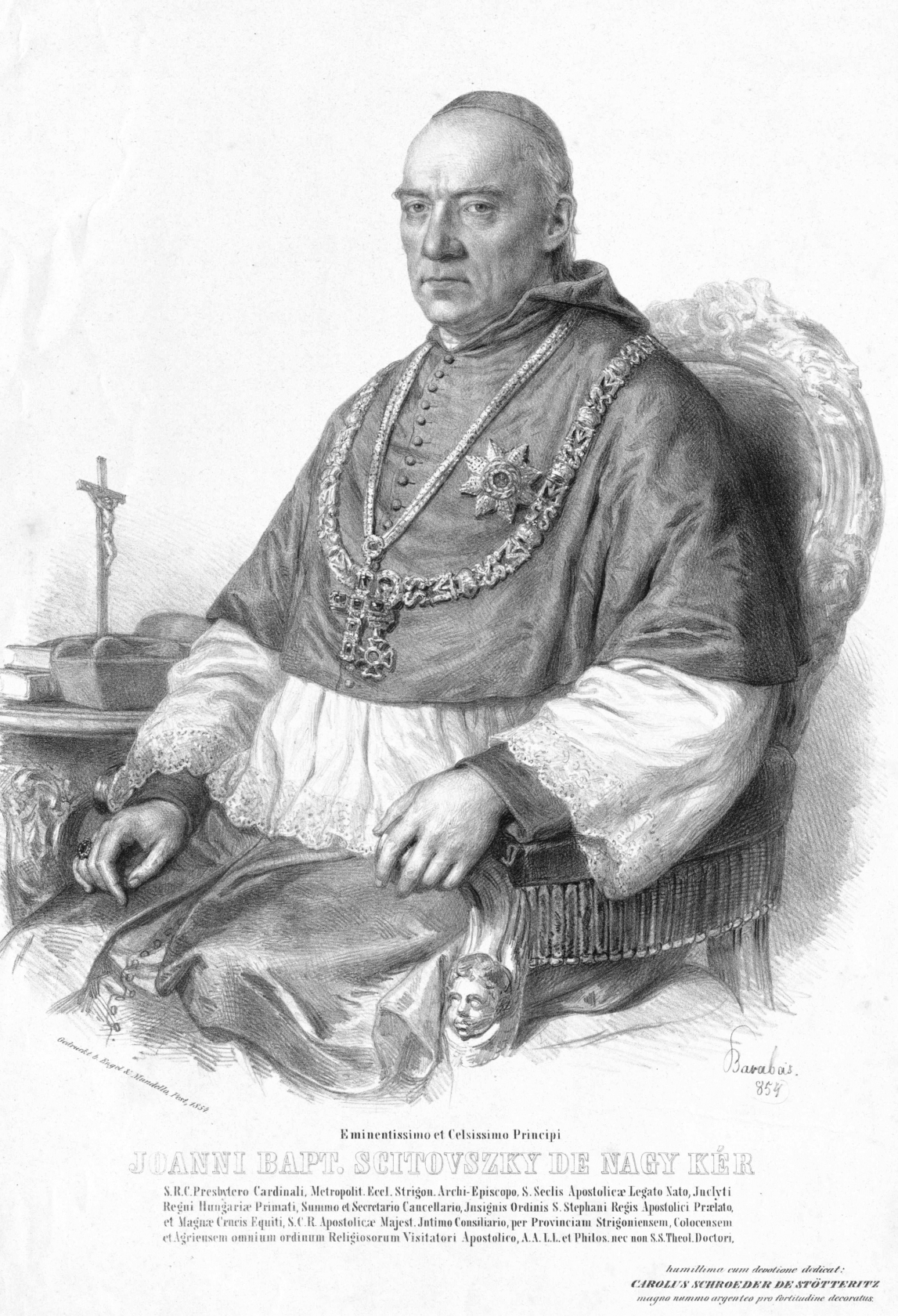
Scitovszky János esztergomi érsek, aki 1849. november 23. és 1852. január 6. között volt apostoli adminisztrátor

Apostoli kormányzó (vagy: apostoli adminisztrátor, latinul: administrator apostolicus) katolikus egyházjogi kifejezés annak a személynek (prelátusnak) a megjelölésére, akit a pápa nevez ki egy bizonyos egyházmegye, vagy egy bizonyos területi egység egyházi vezetésére, általában átmeneti jelleggel.
Ilyen kinevezésre akkor  kerülhet sor, 
- ha valamilyen (általában politikai vagy egyházszervezési) okból az adott terület még nem szervezhető meg egyházmegyeként,
- vagy pedig egy már létező egyházmegye püspöki széke megüresedik, illetve az egyházmegye élére kinevezett megyés püspök akadályoztatva van hivatala betöltésében (például politikai, egyházfegyelmi vagy egészségi okokból), és a pápa átmeneti időre maga kíván kinevezni valakit az adott egyházi terület élére mindaddig, míg megszűnik a megyés püspök akadályoztatása, illetve megtörténik az új megyés püspök kinevezése.